# Camembert au calvados
Pour les articles homonymes, voir Camembert.
Le camembert au calvados est un fromage français fabriqué en Normandie. Il s'agit d'un camembert corsé avec des arômes de fruits et une véritable spécialité régionale.
C'est un fromage à base de lait de vache, à pâte molle à croûte fleurie, d'un poids moyen de 250 grammes. 
Sa période de dégustation optimale s'étale de mai à août après un affinage de 35 jours, mais il est excellent de mars à novembre.